# Abel Goumba

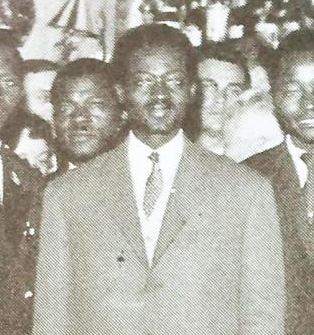
Abel Goumba

Abel Nguéndé Goumba (Grimari, 18 september 1926 - Bangui, 11 mei 2009) was een Centraal-Afrikaans politicus.
Goumba was van opleiding arts. Op het einde van de jaren 1950 was hij, als lid van de partij MESAN, regeringshoofd van "Oubangi-Chari", in de periode vóór de onafhankelijkheid van Frankrijk. 
Na de onafhankelijkheid van de Centraal-Afrikaanse Republiek stelde hij zich zonder succes kandidaat voor de presidentsverkiezingen van 1981, 1993, 1999 en 2005. Goumba, die voorzitter was van de linkse politieke partij Front Patriotique pour le Progrès (FPP), was eerste minister van maart 2003 tot december 2003 onder president François Bozizé en vervolgens (tot 2005) vicepresident. Nadien werd hij ombudsman voor de Centraal-Afrikaanse Republiek.